# Blitzkrieg (banda)
Blitzkrieg es una banda británica de heavy metal fundada en 1980 en Leicester por el vocalista Brian Ross, el único miembro presente en todas las alineaciones de la banda a lo largo de sus casi treinta años de existencia. Aunque en un principio la banda se formó en 1980, se separó un año después para reformarse en 1984 y publicar A Time of Changes en 1985, un disco que iba a ser publicado en 1981. Este álbum contiene la canción "Blitzkrieg", versionada múltiples veces por Metallica, lo que les consiguió bastante popularidad en el mundo del heavy metal. El baterista de este grupo, Lars Ulrich, ha expresado varias veces que Blitzkrieg ha sido una de sus máximas influencias junto con Diamond Head.
Desde su fundación, el grupo ha sufrido un constante ir y venir de miembros, aunque Ross es el único permanente desde la primera encarnación de la banda. Han publicado doce álbumes de estudio.

## Miembros
- Brian Ross - voz
- Ken Johnson - guitarra
- Guy Laverick - guitarra
- Paul Brewis - bajo
- Phil Brewis - batería

## Discografía
- A Time of Changes (1985)
- Ten Years of Blitzkrieg (1991)
- Unholy Trinity (1995)
- Ten (1997)
- The Mists of Avalon (1998)
- Absolute Power (2002)
- Absolute Live (2004)
- Sins and Greed (2005)
- Theatre of the Damned (2007)
- Back from Hell (2013)
- Judge Not (2018)
- Blitzkrieg (2024)